# 馬内侍
馬内侍（うまのないし、生没年不詳）は、平安時代中期の女流歌人。源時明の娘であるが、実父は時明の兄致明（むねあきら）と考えられている。中古三十六歌仙・女房三十六歌仙の一人。
斎宮女御徽子女王（村上天皇女御）、円融天皇中宮媓子、賀茂斎院選子内親王、東三条院詮子（円融天皇女御）、一条天皇皇后定子に仕えた（定子立后の際に掌侍となった）。藤原朝光・藤原伊尹・藤原道隆・藤原道兼など権門の公家と恋愛関係があり、華やかな宮廷生活を送った。
「拾遺和歌集」以下の勅撰和歌集に入集。家集に「馬内侍集」がある。